# Puccinia conglomerata
Puccinia conglomerata ist eine Ständerpilzart aus der Ordnung der Rostpilze (Pucciniales). Der Pilz ist ein Endoparasit der Korbblütlergattungen Homogyne und Petasites. Symptome des Befalls durch die Art sind Rostflecken und Pusteln auf den Blattoberflächen der Wirtspflanzen. Sie ist holarktisch verbreitet.

## Merkmale

### Makroskopische Merkmale
Puccinia conglomerata ist mit bloßem Auge nur anhand der auf der Oberfläche des Wirtes hervortretenden Sporenlager zu erkennen. Sie wachsen in Nestern, die als gelbliche bis braune Flecken und Pusteln auf den Blattoberflächen erscheinen.

### Mikroskopische Merkmale
Das Myzel von Puccinia conglomerata wächst wie bei allen Puccinia-Arten interzellulär und bildet Saugfäden, die in das Speichergewebe des Wirtes wachsen. Ihre Spermogonien und Aecien sind unbekannt, gleiches gilt für die Uredien des Pilzes und ihre Uredosporen. Die überwiegend unterseitig auf den Wirtsblättern wachsenden Telien der Art sind kastanienbraun, pulverig, gesellig und unbedeckt. Die ebenfalls kastanienbraunen Teliosporen sind zweizellig, in der Regel ellipsoid und 24–34 × 15–19 µm groß. Ihre Stiele sind farblos.

## Verbreitung
Das bekannte Verbreitungsgebiet von Puccinia conglomerata reicht vom östlichen Nordamerika bis nach Europa.

## Ökologie
Die Wirtspflanzen von Puccinia conglomerata sind Homogyne alpina, Petasites frigidus und P. sagittatus. Der Pilz ernährt sich von den im Speichergewebe der Pflanzen vorhandenen Nährstoffen, seine Sporenlager brechen später durch die Blattoberfläche und setzen Sporen frei. Die Art durchläuft einen Entwicklungszyklus, von dem bislang nur Telien sowie deren Wirt bekannt sind; Uredien, Spermogonien und Aecien konnten ihr nicht zugewiesen werden.